# فراز کمالوند
فراز کمالوند (زادهٔ ۵ دی ۱۳۵۵) سرمربی فوتبال اهل ایران است.
از جمله افتخارات وی صعود به لیگ برتر به همراه شیرین فراز کرمانشاه، تراکتور تبریز و استقلال اهواز است.

## دوران مربیگری
کمالوند بین سال‌های ۱۳۷۷ تا ۱۳۸۰ همراه با عادل فردوسی‌پور زیر نظر اردشیر لارودی در روزنامه ابرار ورزشی روزنامه‌نگاری می‌کرد و یک ژورنالیست ورزشی بود.
فراز مربیگری را نزد فیروز کریمی آموخت و به واسطه معرفی فیروز کریمی به تیمسار ملاحی مدیر عامل وقت باشگاه پاس در سن ۱۹ سالگی، هدایت تیم نوجوانان پاس را بر عهده گرفت. وی در طی پنج سال حضور در تیم پاس در هر سه رده نوجوانان، جوانان وامید در باشگاه‌های تهران تیم پاس را قهرمان کرد وبا تیم امید پاس قهرمان کشور شد. وی بازیکنان زیادی مثل محمد نصرتی، وحید طالب لو، خسرو حیدری، میثم منیعی، محمد ابراهیمی، مهدی کیانی، داریوش شجاعیان و… را به فوتبال کشور معرفی کرد. کمالوند از سال ۸۰مربیگری را به عنوان دستیار در کنار فیروز کریمی در رده بزرگسالان آغاز کرد و موفق شد در دو سال پیاپی همراه تیم‌های ابو مسلم و استقلال اهواز به لیگ برتر صعود کند.
وی از سال ۸۳ به عنوان سرمربی دو سال پیاپی هدایت تیم برق تهران را برعهده داشت که در هر ۲ سال روز آخر از صعود به لیگ برتر بازماند. کمالوند در سال ۸۵ تیم تازه تأسیس شده شیرین فراز کرمانشاه را به لیگ برتر آورد.
کمالوند در فصل ۱۳۸۸–۱۳۸۷ سرمربیگری باشگاه فوتبال تراکتورسازی تبریز را پذیرفت و با دست یابی به قهرمانی لیگ آزادگان با این تیم توانست با تکرار افتخاراتش برای خود این تیم را پس از ۸ سال انتظار راهی لیگ برتر فوتبال کند.
کمالوند در ۳ فصل حضور در تراکتور نتایج درخشانی کسب کرد و در سال ۸۹ برای کسب سهمیه آسیایی آن‌ها یک امتیاز کم آورد. وی در سال ۹۰ به طرز عجیبی از این تیم کنار گذاشته شد و امیر قلعه نوعی جانشین وی شد.
کمالوند در سال ۱۳۹۱ بار دیگر به تبریز برگشت و مربیگری تیم شهرداری تبریز را برعهده گرفت.
وی پس از ۳ سال دوباره سکان هدایت یک تیم تبریزی و این بار گسترش فولاد تبریز را بر عهده گرفت و بعد از ۳ فصل، به تیم صنعت نفت آبادان پیوست.
کمالوند موفق شد در فصل ۹۶–۱۳۹۵ و ۹۷–۱۳۹۶ بهترین نتیجه تاریخ این دو باشگاه را در لیگ خلیج فارس با رتبه هشتمی به‌دست‌آورد. وی پس از یک فصل حضور در لیگ دسته اول با دو تیم گل ریحان البرز و  باشگاه آلومینیوم اراک؛ با قبول هدایت پارس جنوبی جم به لیگ برتر بازگشت.

## افتخارات
- تیمهای پایه:

قهرمان نوجوان تهران
قهرمان جوانان تهران
نایب قهرمان امیدهای تهران
قهرمان امیدهای کشور
رده بزرگسالان:
صعود به لیگ برتر استقلال اهواز ۸۱–۸۰
صعود به لیگ برتر شیرین فراز کرمانشاه ۸۶–۸۵
صعود به لیگ برتر تراکتورسازی تبریز ۸۸–۸۷